# میرزا حسن زرین‌قلم

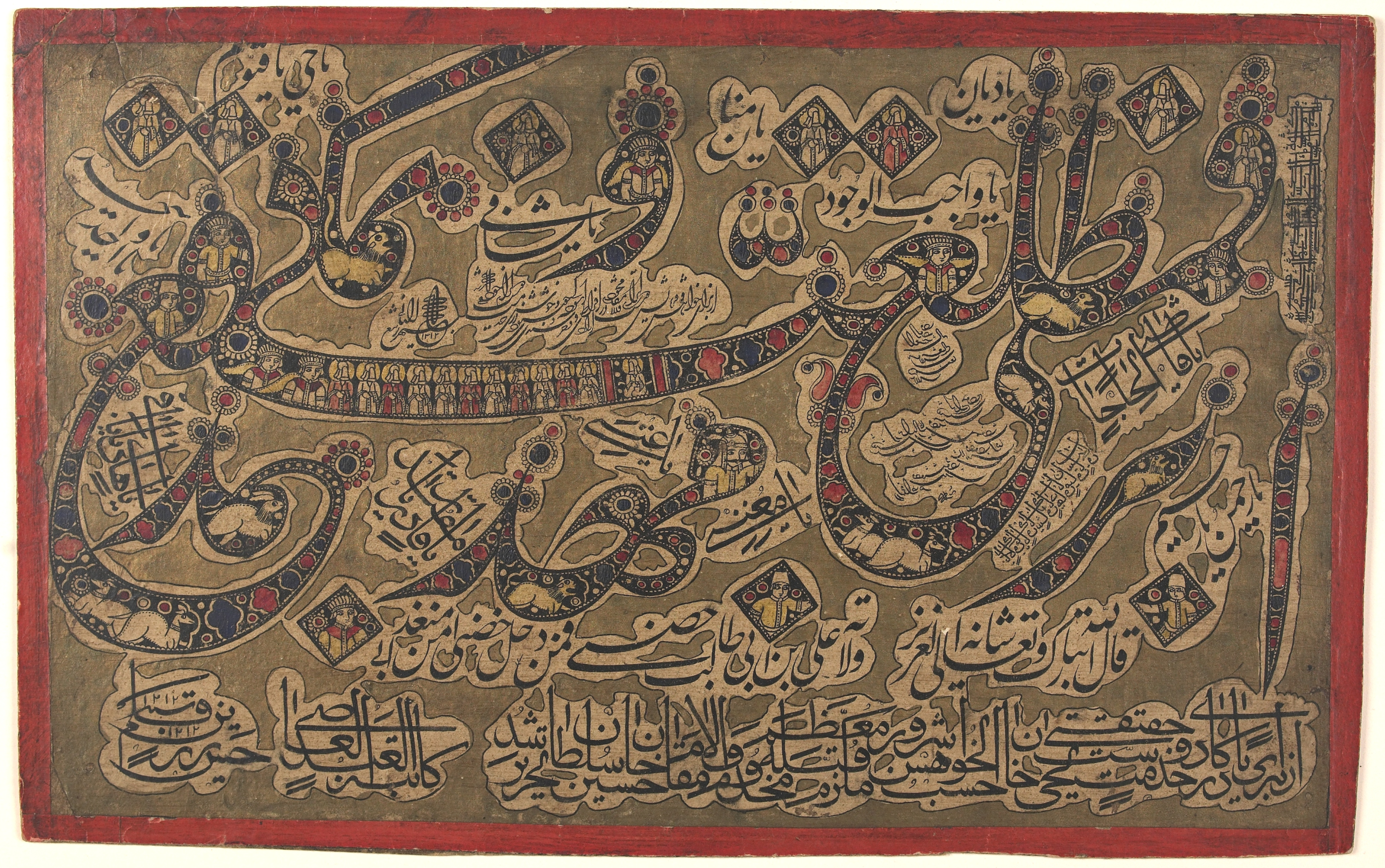
تابلوی خوشنویسی گلزار، اثر حسن زرین قلم

میرزا حسن زرین قلم خوشنویس، تصویرگر و شاعر دوره قاجار بود که به هفت قلم و کتابت طغراهای تزئینی تسلط کامل داشت. او با ابتکار و تلفیق خطوط مختلف و جادادن تصاویر مذهبی در بطن کار آثار دیدنی و درخور توجهی خلق کرده است.
زرین قلم بسیار پرکار و پر ابتکار بوده و آثار متعددی از وی نزد اعیان و رجال آن دوره نگهداری می‌شده است و به سبب زیبایی و تزئینات ابتکاری باب روز بوده است. بیشتر متن آثار میرزا حسن کتابت اسماء باریتعالی و ائمه، بزرگان مذهبی صاحب احترام، پادشاهان، رجال، دراویش و اهل طریقت صاحب نام بود که در طغراها و خطوط ابتکاری شکل گرفته و بین مردم دست به دست می‌گشت.
او در نظم و نثر هم دست داشت و تخلصش «تاج الشعرا» بود.
از آثار او مرقعی به قلمهای نستعلیق و نسخ و ثلث و تعلیق و توقیع و طغرایی و شکسته نستعلیق، از شش دانگ تا غبار خوش و متوسط، با رقمهای: «کتبه حسن زرین قلم، شهر صفر سنهٔ ۱۳۰۱»، «حسن زرین قلم ۱۳۱۲، ۱۳۱۱، ۱۳۰۹، ۱۳۰۶»، «خانه‌زاد آستان همایون… حسن زرین قلم، مداح رکاب… ناصرالدین‌شاه»، «کتبه و مشقه… حسن زرین قلم… سنهٔ ۱۳۰۷» و «... شهر رجب ۱۳۱۴ حسن زرین قلم… در عهد دولت… مظفرالدین‌شاه» دردست است.

## یادکرد منابع
1. 1 2  کریم زاده تبریزی، محمدعلی (تهران ۱۳۷۶)، احوال و آثار نقاشان قدیم ایران، انتشارات مستوفی، ص. ۱۵۳ تاریخ وارد شده در |تاریخ= را بررسی کنید (کمک)
2. 1 2  حاج‌سیدجوادی، کمال - نوایی، عبدالحسین (۱۳۷۸)، اثرآفرینان، انجمن آثار و مفاخر فرهنگی، ص. جلد سوم